# Кармановское сельское поселение
Карма́новское се́льское поселе́ние — муниципальное образование в составе Гагаринского района Смоленской области России.
Административный центр — село Карманово.

## Географические данные
- Расположение: северо-восточная часть Гагаринского района
- Граничит:
  - на севере — с Тверской областью
  - на востоке — с Самуйловским сельским поселением
  - на юге — с Пречистенским сельским поселением
  - на юго-западе — с Родомановским сельским поселением
  - на северо—западе — с Ельнинским сельским поселением
- Крупные реки: Яуза, водохранилища: Яузское, Вазузское.

## История
Образовано Законом Смоленской области от 28 декабря 2004 года.
Законом Смоленской области от 20 декабря 2018 года в Кармановское сельское поселение к 1 января 2019 года были включены все населённые пункты двух упразднённых сельский поселений: Ельнинского и Самуйловского.

## Население
| 2007  | 2011  | 2012  | 2013  | 2014  | 2015  | 2016  |
| ----- | ----- | ----- | ----- | ----- | ----- | ----- |
| 2891  | ↘2754 | ↘2700 | ↘2640 | ↘2572 | ↘2522 | ↘2467 |
| 2017  | 2018  | 2019  | 2020  | 2021  |       |       |
| ↘2439 | ↗2443 | ↗2454 | ↗3458 | ↘3074 |       |       |

## Населённые пункты
В состав сельского поселения входит 41 населённый пункт:
| №  | Населённый пункт | Тип     | Население |
| -- | ---------------- | ------- | --------- |
| 1  | Алексияновка     | деревня | 2         |
| 2  | Аржаники         | деревня | 1         |
| 3  | Барсуки          | деревня | 2         |
| 4  | Барсуки          | деревня | 5         |
| 5  | Благодатное      | посёлок | 101       |
| 6  | Борщуково        | деревня | 0         |
| 7  | Вишенка          | деревня | 2         |
| 8  | Власьево         | деревня | 10        |
| 9  | Всходово         | деревня | 0         |
| 10 | Выкопань         | деревня | 5         |
| 11 | Выродово         | деревня | 1         |
| 12 | Гладкое          | деревня | 1         |
| 13 | Голомаздово      | деревня | 15        |
| 14 | Двоешки          | деревня | 2         |
| 15 | Дубинино         | деревня | 103       |
| 16 | Ельня            | деревня | 380       |
| 17 | Карманово        | село    | 2307      |
| 18 | Конобеево        | деревня | 2         |
| 19 | Королёво         | деревня |           |
| 20 | Костино          | деревня | 1         |
| 21 | Котиково         | деревня | 31        |
| 22 | Лебедки          | деревня | 19        |
| 23 | Мякотино         | деревня | 0         |
| 24 | Орехово          | деревня | 8         |
| 25 | Павлово          | деревня | 0         |
| 26 | Петрищево        | деревня | 1         |
| 27 | Петушки          | деревня | 221       |
| 28 | Попово           | деревня |           |
| 29 | Пудыши           | деревня | 3         |
| 30 | Раменка          | деревня | 0         |
| 31 | Решетниково      | деревня | 21        |
| 32 | Ругатино         | деревня | 9         |
| 33 | Сабурово         | деревня | 20        |
| 34 | Савино           | деревня | 2         |
| 35 | Самуйлово        | село    | 372       |
| 36 | Староселье       | деревня | 199       |
| 37 | Твердуново       | деревня | 0         |
| 38 | Тетеревлево      | деревня | 2         |
| 39 | Титово           | деревня |           |
| 40 | Хреновая         | деревня | 9         |
| 41 | Чуйково          | деревня | 62        |

## Местное самоуправление
Главой поселения и Главой администрации является Буценин Александр Васильевич.

## Экономика
Сельхозпредприятия, магазины, охотохозяйства, льнозавод, эксплуатирующая организация Вазузской гидросистемы.